# Chien de Trait Belge
Der Chien de Trait Belge (fr. für Belgischer Zughund) war eine von der FCI anerkannte Hunderasse aus Belgien (FCI-Gruppe 2, Sektion 2, Standard-Nr. 69). Die Rasse gilt als ausgestorben und wurde von der FCI aus ihren Listen gestrichen.

## Beschreibung
Der Chien de Trait Belge war ein großrahmiger Hund vom Typ Molosser, der als Zughund für kleinere Wagen und auch als Wachhund für Haus und Hof verwendet wurde. Geschätzt wurde er wegen seines ruhigen Wesens und guten Gehorsams. Das Fell war kurz und glatt, in den Farben falb, gestromt, gelegentlich mit weißen Abzeichen, eine dunkle Maske war zulässig. Der Kopf war schwer, mit breiter Schnauze und halb hängenden Kippohren.
Der erste Rassestandard wurde 1899 erstellt, 1900 wurde in Brüssel der erste Zuchtverein für die Rasse gegründet. Der Niedergang der Rasse begann bereits während des Ersten Weltkriegs: Die Hunde wurde vom Militär eingezogen, da man sie als Zugtiere für Waffen, insbesondere Maschinengewehre, benötigte; nur sehr wenige Exemplare überlebten. Die nach dem Krieg einsetzende Motorisierung machte die Rasse als Zughund zunehmend obsolet, so dass der Bestand weiter abnahm. Einige Hunde lebten noch um 1960 und 1970.
Heute wird in Belgien versucht, die Rasse wieder entstehen zu lassen.